# Кавион (Виченца)
Кавион је насеље у Италији у округу Виченца, региону Венето.
Према процени из 2011. у насељу је живело 48 становника. Насеље се налази на надморској висини од 441 м.